# مرسيدس بوليدو
مرسيدس بوليدو (22 مارس 1938 - 23 أغسطس 2016) سياسية فنزويلية ودبلوماسية وأخصائية نفسية اجتماعية. شغلت منصب وزيرة الدولة لمشاركة المرأة في التنمية من 1994 إلى 1996. كانت رئيسة المجلس التنفيذي لليونيسف على المستوى الدولي في عام 1997.